# Европско првенство у атлетици на отвореном 1990 — скок удаљ за жене
Такмичење у скоку удаљ у женској конкуренцији на Европском првенству у атлетици 1990. одржано је у Сплиту, 27. и 28. августа на стадиону Пољуд.
Титулу освојену 1986. у Штутгарту, одбранила је Хајке Дрекслер из Источне Немачке.

## Земље учеснице
Учествовале су 17 атлетичарки из 12 земаља. 
1. Албанија (1)
2. Белгија (1)
3. Данска (1)
4. Западна Немачка (1)
5. Источна Немачка (2)
6. Италија (1)
7. Југославија (2)
8. Португалија (1)
9. Румунија (1)
10. Совјетски Савез (3)
11. Уједињено Краљевство (2)
12. Финска (1)

## Рекорди
| Рекорди пре почетка Европског првенства 1990. | Рекорди пре почетка Европског првенства 1990. | Рекорди пре почетка Европског првенства 1990. | Рекорди пре почетка Европског првенства 1990. | Рекорди пре почетка Европског првенства 1990. | Рекорди пре почетка Европског првенства 1990. |
| --------------------------------------------- | --------------------------------------------- | --------------------------------------------- | --------------------------------------------- | --------------------------------------------- | --------------------------------------------- |
| Светски рекорд                                | Галина Чистјакова                             | Совјетски Савез                               | 7,52                                          | Лењинград, СССР                               | 11. јул 1988.                                 |
| Европски рекорд                               | Галина Чистјакова                             | Совјетски Савез                               | 7,52                                          | Лењинград, СССР                               | 11. јул 1988.                                 |
| Рекорди Европских првенстава                  | Хајке Дрекслер                                | Источна Немачка                               | 7,27                                          | Штутгарт, Западна Немачка                     | 28. август 1986.                              |
| Најбољи светски резултат сезоне               | Галина Чистјакова                             | Совјетски Савез                               | 7,35                                          | Братислава, Чехословачка                      | 20. јун 1990.                                 |
| Најбољи европски резултат сезоне              | Галина Чистјакова                             | Совјетски Савез                               | 7,35                                          | Братислава, Чехословачка                      | 20. јун 1990.                                 |
| Рекорди после Европског првенства 1990.       |                                               |                                               |                                               |                                               |                                               |
| Рекорди Европских првенстава                  | Хајке Дрекслер                                | Источна Немачка                               | 7,30                                          | Сплит, СФРЈ                                   | 29. август 1990.                              |

## Најбољи резултати у 1990. години
Најбоље европске атлетичарке у скоку удаљ 1990. године пре почетка европског првенства (26. августа 1990) заузимали су следећи пласман.
| 1.  | Галина Чистјакова | Совјетски Савез  | 7,35 | 20. јул    | 1. СРЛ  |
| 2.  | Хајке Дрекслер    | Источна Немачка  | 7,19 | 12. јул    | 2. СРЛ  |
| 3.  | Лариса Бережна    | Совјетски Савез  | 7,10 | 20. мај    | 3. СРЛ  |
| 3.  | Инеса Кравец      | Совјетски Савез  | 7,10 | 20. мај    | 3. СРЛ  |
| 5.  | Маријета Илку     | Румунија         | 7,06 | 20. јун    | 6. СРЛ  |
| 6.  | Хелга Ратке       | Источна Немачка  | 6,97 | 16. мај    | 7. СРЛ  |
| 7.  | Јоланда Чен       | Совјетски Савез  | 6,97 | 20. мај    | 8. СРЛ  |
| 8.  | Ала Нечипорец     | Совјетски Савез  | 6,91 | 18. август | 10. СРЛ |
| 9.  | Ана Бирјукова     | Совјетски Савез  | 6,89 | 16, јун    | 11. СРЛ |
| 10. | Фиона Меј         | Велика Британија | 6,88 | 18. јул    | 12. СРЛ |
|     |                   |                  |      |            |         |
| -   | Тамара Малешев    | Југославија      |      |            |         |
| -   | Силвија Бабић     | Југославија      | 6,68 |            |         |

Такмичарке чија су имена подебљана учествовали су на ЕП.

## Освајачи медаља
|                                |                        |                             |
| Хајке Дрекслер Источна Немачка | Маријета Илку Румунија | Хелга Ратке Источна Немачка |

## Резултати

### Квалификације
У квалификацијама такмичарке су биле подељене у две групе. Квалификациона норма за улазак у финале износила је 6,65 метара. Норму су прескочило 6 такмичарки, а остале шест пласирале су се на основу резултата (кв).
| Пласман | Група | Такмичарка        | Земља                | Резултат | Белешке |
| ------- | ----- | ----------------- | -------------------- | -------- | ------- |
| 1.      | А     | Хајке Дрекслер    | Источна Немачка      | 7,92     | КВ      |
| 2.      | Б     | Лариса Бережна    | Совјетски Савез      | 7,91     | КВ      |
| 3.      | А     | Маријета Илку     | Румунија             | 6,82     | КВ      |
| 4.      | А     | Ринга Ропо Јунила | Финска               | 6,76     | КВ      |
| 5.      | Б     | Хелга Ратке       | Источна Немачка      | 6,74     | КВ      |
| 6.      | А     | Фиона Меј         | Уједињено Краљевство | 6,69     | КВ      |
| 7.      | Б     | Валентина Учеду   | Италија              | 6,61     | кв      |
| 8.      | А     | Инеса Кравец      | Совјетски Савез      | 6,55     | кв      |
| 9.      | Б     | Јоланда Чен       | Совјетски Савез      | 6,46     | кв      |
| 10.     | Б     | Тамара Малешев    | Југославија          | 6,43     | кв      |
| 11.     | Б     | Sandrine Hennart  | Белгија              | 6,39     | кв      |
| 12.     | А     | Рената Нилсен     | Данска               | 6,35     | кв      |
| 13.     | Б     | Стефани Хин       | Западна Немачка      | 6,31     |         |
| 14.     | Б     | Мери Беркли       | Уједињено Краљевство | 6,27     |         |
| 15.     | А     | Ана Оливеира      | Потугалија           | 6,23     |         |
| 16.     | А     | Силвија Бабић     | Југославија          | 6,23     |         |
| 17.     | Б     | Вера Брегу        | Албанија             | 6,21     |         |

### Финале
| Пласман | Такмичарка        | Земља                | Резултат           | Белешке |
| ------- | ----------------- | -------------------- | ------------------ | ------- |
|         | Хајке Дрекслер    | Источна Немачка      | 7,30 (в: 0,6 м/с)  | РЕП     |
|         | Маријета Илку     | Румунија             | 7,02 (в: 0,5 м/с)  |         |
|         | Хелга Ратке       | Источна Немачка      | 6,94 (в: 0,5 м/с)  |         |
| 4       | Лариса Бережна    | Совјетски Савез      | 6,93 (в: 1,7 м/с)  |         |
| 5       | Јоланда Чен       | Совјетски Савез      | 6,90 (в: 0,8 м/с)  |         |
| 6       | Инеса Кравец      | Совјетски Савез      | 6,85 (в: 1,3 м/с)  |         |
| 7       | Фиона Меј         | Уједињено Краљевство | 6,77 (в: 1,3 м/с)  |         |
| 8       | Ринга Ропо Јунила | Финска               | 6,76 (в: 0,6 м/с)  |         |
| 9       | Валентина Учеду   | Италија              | 6,58 (в: -0,4 м/с) |         |
| 10      | Тамара Малешев    | Југославија          | 6,50 (в: 0,1 м/с)  |         |
| 11      | Рената Нилсен     | Данска               | 6,35 (в: 1,5 м/с)  |         |
| 12      | Sandrine Hennart  | Белгија              | 6,27 (в: 0,0 м/с)  |         |